# Projektciklus-menedzsment
Projektciklus menedzsment
A projektciklus-menedzsment a logikai keretmátrix módszerén alapuló projekt-tervező és menedzselő eszközök összessége, amely az Európai Unióban is használatos. A projektek különböző szakaszai eltérő jellegzetességű fázisokként észlelhetőek, melyeket összefoglaló néven projektciklusnak nevezünk. A szervezeti projektszakaszok hatékony lebonyolításához kötődő vezetési- és szervezési tevékenységek alkotják a projektciklus menedzsmentet. 
A projektciklus menedzsment ismerete segít az európai uniós tervezési folyamat működésének megismerésében, továbbá saját terveink és elképzeléseink megvalósításában. Célja, hogy javítsa a tevékenységek menedzselését azáltal, hogy jobb megértést biztosít az alapvető kérdések és a fennálló feltételek tekintetében a projektek és a programok tervezési és végrehajtási szakaszában egyaránt.

## Története
Projektciklus menedzsment (Project Cycle Managment) az 1980-as végén fejlődött ki az OECD  Fejlesztés-támogatási Bizottság eredményességére vonatkozó elemzésekből. Az Európai Bizottság a projekttervezés és projektirányítás javítása érdekében vezette be általános használatát a kilencvenes években. Alkalmazását megelőzően az Amerikai Nemzetközi Fejlesztési Ügynökség a hatvanas években megalkotta az úgynevezett logikai keret módszertant, s ennek nyomdokaiban fektették le a projektciklus menedzsment alapjait.
Az Európai Unió tagországaiban a strukturális támogatások tervezése és felhasználása során érvényesítik a projektciklus menedzsment elveit. Alkalmazásának fontosságáról a támogatások révén allokált forrásokról készített értékelések eredményei és következtetései győzték meg az Európai Bizottságot. 
A támogatott programok nagy többsége korábban igen alacsony szintű eredményeket mutatott, amelyen változtatni szerettek volna. Az értékelések többek között az alábbi okokra vezették vissza a projektek eredménytelenségét: gyenge projekttervezés és előkészítés, irreleváns kezdeményezettek, kockázatok hiányos figyelembevétele, hosszú távú fenntarthatóságot befolyásoló tényezők és múltbeli tapasztalatok figyelmen kívül hagyása.

## A projektciklus menedzsment legfontosabb jellemzői
A projektciklus menedzsment legfontosabb jellemzői: szektorális megközelítés, a kereslet-vezérelt megoldások, fejlett elemzési technikák, célorientált tervezés, mérhető hatások, minőség hangsúlyozása, fenntarthatóság figyelembe vétele és az egységes formátumok.
A projektciklus irányítás további jelentősége, hogy integrálja az egyes szakaszokat, így lehetővé teszi az adott kérdések szisztematikus vizsgálatát, olyan módszer és metodika révén, amely biztosítja, hogy a célok és a fenntarthatósághoz kapcsolódó kérdések maradjanak a középpontban.
A fennálló helyzet részletes értékelésének előírása és a logikai keretmátrix alkalmazása révén arra kényszeríti a szakembereket, hogy a kedvezményezettek valós igényeire koncentráljanak és a fenntarthatóságot biztosító szempontokra folyamatosan figyeljenek a projekttervezés során.
A projektciklus menedzsment nagyon fontos jelentősége, hogy a dokumentumokat minden releváns kérdés kapcsán egységes forma szerint strukturálja, beleértve a projekt kiindulási feltételezéseit is. Ezeket a kérdéseket projektciklus minden szakaszában felülvizsgálják. Ha szükségesnek látják, módosítják, és továbbviszik a következő szakaszba. A projekt koncepciója és kontextusa így egyértelművé és áttekinthetővé válik, amely jobb értékelést és monitoringot tesz lehetővé.

## Az Európai Unió által elvárt és javasolt projektciklus menedzsment alapelvek
1. A projektciklus szakaszainak következetes betartása, amely hozzájárul a strukturált és megfelelő információn alapuló döntéshozatali eljáráshoz.
2. A részvétel biztosítása. A projektciklus kulcsfontosságú szakaszaiban szervezett workshop-ok és a projekt céljainak a kedvezményezettek részére nyújtandó tartós előnyök formájában történő megfogalmazása révén.
3. A tervezés során a fenntarthatósági szempontok  figyelembe vételével az előnyök tartósan biztosíthatók.
4. A logikai keretmátrix alkalmazása konzisztens elemzési módszert biztosít a projekttervezés és végrehajtás folyamatában.
5. Az integrált megközelítés az egyes projektek céljait kapcsolja össze a Bizottság célkitűzéseivel és a partner-országon belüli nemzeti és szektorális célkitűzésekkel. Biztosítja, hogy a projekt-munkatervek és költségvetések logframe módszerrel készüljenek. Egységes alapformát használ a kulcsfontosságú kérdések konzisztens és teljes körű kezelésének biztosítása érdekében a projekt teljes időtartama alatt.

## A projektciklus menedzsment használhatósága
A projektciklus menedzsment a programok minden szintjén használható, segítségével jobban megérthetjük az adott problémákat, a problémák közötti kapcsolatokat, a legjobb megoldásokat, és azokat, akik a problémák kapcsán érintettek lehetnek, továbbá azokat, akik a megoldást elősegíthetik.
Magába foglalja a projektek tervezésének és megvalósításának alapelveit, elemzési eszközeit, technikáit. A projektciklus strukturált döntéshozatalai eljárása annak érdekében alkalmazza, hogy: 
- a projektek megfeleljenek az egyeztetett stratégiának és a kedvezményezettek valós igényeinek,
- a projektek megvalósíthatóak legyenek, a célokat reálisan teljesíteni lehessen a külső feltételek diktálta korlátok között és a projektmegvalósító intézmények kapacitása mellett,
- a projektek fenntarthatóak legyenek.

## Projektciklus menedzsment tervezési és végrehajtási eszközök
A projekttervezési és végrehajtási eszközök közé azok a gyakorlati munka során alkalmazható módszertani eszközök tartoznak, amelyek biztosítják a relevanciára, a megvalósíthatóságra és a fenntarthatóságra vonatkozó célkitűzések teljesítését. A projektciklus menedzsmenten belül a projekttervezéshez és irányításhoz használt alapeszköz a Logikai Keretmátrix módszer.
A logikai keretmátrix módszer hatékonyan hozzájárulhat ahhoz, hogy az érintettek azonosítsák és elemezzék problémáikat, továbbá meghatározzák azokat a célokat és elvégzendő tevékenységeket, amelyek a problémák megoldásához szükségesek. A logframe struktúra alkalmazásával a tervezők tesztelhetik a javasolt projektterveket azok relevanciájának, megvalósíthatóságának és fenntarthatóságának érdekében. A megvalósítási és értékelési szakaszban is fontos menedzsment eszköz lehet, hiszen ennek alapján történik az operatív projekttervek, a monitoring rendszer és az értékelési keretrendszer elkészítése. Előkészítésébe az érdekcsoportokat a lehető legnagyobb mértékig be kell vonni.
A hatékony alkalmazása érdekében szükség van arra, hogy a műszaki, gazdasági, szociális és környezeti elemzések más eszközeivel is támogassák a logikai keretmátrixot. Több módszertani eszköz is kifejlesztésre került az Európai Bizottság által. Ezek közé tartoznak a környezeti hatáselemzéshez, a nemek közötti esélyegyenlőségre gyakorolt hatások elemzéséhez és a pénzügyi és gazdasági hatáselemzéshez kapcsolódó módszertani útmutató is.

## A projektciklus menedzsment szakaszai
1. Programozás: elemzéseket végeznek el, melyek feladata a társadalmi-gazdasági mutatók, problémák, korlátok és lehetőségek feltárása, prioritásaik meghatározása.
2. Koncepcióalkotás: meghatározzák, beazonosítják, majd beillesztik a programkeretbe a projektötleteket, valamint további tanulmányozás céljából elemzik, átvilágítják ezeket.
3. Tervezés: részletes megvalósíthatósági tanulmányok, operatív projekttervek készülnek el az érintettek és a kedvezményezettek bevonásával, majd értékelik a terv megvalósíthatóságát és fenntarthatóságát.
4. Finanszírozás: a finanszírozó intézmények megvizsgálják a projektjavaslatokat és döntést hoznak arról, hogy finanszírozzák-e a projektet.
5. Megvalósítás: megtörténik a projekt beindítása és megvalósítása. A kedvezményezett és a finanszírozó folyamatos munkakapcsolatban áll egymással. A projekt irányítói a kedvezményezettekkel és az érintettekkel folyamatosan konzultálva folyamatosan értékelik, hogy a tervekhez képest milyen tényleges előrelépéseket sikerült már elérni.
6. Értékelés: a finanszírozó értékeli az eredményeket, a tanúságokat felhasználja a jövőbeni projektek tervezéséhez.